# Перакский человек
Перакский человек (малайск. Manusia Perak) — хорошо сохранившийся скелет австрало-меланезоида (10—11 тыс. лет тому назад). Обнаружен в ходе раскопок, осуществлявшихся группой археологов Университета наук Малайзии во главе с Зурайной Маджид в пещере Гуа Гунунг Рунтух (штат Перак) в 1990—1992 годах.
Это единственный в мире скелет доисторического человека с врождённой деформацией — укороченными средними фалангами пальцев. Рост 157 см, возраст 30—55 лет. Вместе с ним найдены каменные орудия и раковины съедобных моллюсков.